# Anna Zalewska (ur. 1965)
Anna Elżbieta Zalewskaⓘ z domu Gąsior (ur. 6 lipca 1965 w Świebodzicach) – polska polityk, nauczycielka i samorządowiec, posłanka na Sejm VI, VII i VIII kadencji (2007–2019), minister edukacji narodowej w rządach Beaty Szydło oraz Mateusza Morawieckiego (2015–2019), posłanka do Parlamentu Europejskiego IX i X kadencji (od 2019).

## Życiorys
W 1989 ukończyła studia polonistyczne na Uniwersytecie Wrocławskim. Pracowała jako nauczycielka i zastępca dyrektora Liceum Ogólnokształcącego w Świebodzicach.
W wyborach samorządowych w 1994 bez powodzenia ubiegała się o mandat radnej Świebodzic. W latach 1997–2002 była działaczką Unii Wolności. W wyborach samorządowych w 1998 uzyskała z listy tego ugrupowania mandat radnej powiatu świdnickiego. W 2002 bez powodzenia kandydowała na burmistrza Świebodzic, przegrywając w drugiej turze z Janem Wysoczańskim. W 2002 (z listy lokalnego komitetu) i 2006 (z listy Prawa i Sprawiedliwości) była ponownie wybierana na radną powiatu. W 2003 wstąpiła do PiS. Od 2006 pełniła jednocześnie funkcję wicestarosty. W 2005 bez powodzenia kandydowała do Sejmu, a w wyborach parlamentarnych w 2007 została wybrana do Sejmu VI kadencji z listy PiS. Startowała w okręgu wałbrzyskim, uzyskując 10 584 głosy. W 2011 uzyskała reelekcję do Sejmu, otrzymując w tym samym okręgu z ramienia PiS 14 999 głosów. W 2009 i 2014 bezskutecznie kandydowała do Parlamentu Europejskiego. W 2015 została ponownie wybrana do Sejmu, zdobywając 22 402 głosy.
16 listopada 2015 powołana na ministra edukacji narodowej w rządzie Beaty Szydło. Autorka reformy edukacji z 2017, przewidującej m.in. wygaszenie gimnazjów i przywrócenie ośmioklasowych szkół podstawowych oraz przekształcenie zasadniczych szkół zawodowych (ZSZ) w szkoły branżowe I stopnia. 11 grudnia 2017 została ministrem edukacji narodowej w nowo utworzonym rządzie Mateusza Morawieckiego.
W okresie pełnienia przez nią funkcji ministra edukacji narodowej 8 kwietnia 2019 rozpoczął się zorganizowany przez Związek Nauczycielstwa Polskiego ogólnopolski strajk nauczycieli, w którym wzięło udział blisko 2/3 ogółu publicznych placówek oświaty.
W wyborach do Parlamentu Europejskiego w 2019, kandydując z listy Prawa i Sprawiedliwości w okręgu dolnośląsko-opolskim, otrzymała 168 337 głosów i uzyskała mandat europosła IX kadencji. W związku z wyborem do Europarlamentu 3 czerwca 2019 zakończyła pełnienie funkcji ministra. W 2024 z powodzeniem ubiegała się o reelekcję w kolejnych wyborach europejskich (dostała 108 305 głosów).

## Wyniki w wyborach ogólnopolskich
| Wybory | Komitet wyborczy                   | Komitet wyborczy       | Organ           | Okręg            | Wynik        |
| ------ | ---------------------------------- | ---------------------- | --------------- | ---------------- | ------------ |
| 2005   |                                    | Prawo i Sprawiedliwość | Sejm V kadencji | nr 2             | 2448 (1,25%) |
| 2007   | Sejm VI kadencji                   | Prawo i Sprawiedliwość | 10 584 (3,90%)  | nr 2             |              |
| 2009   | Parlament Europejski VII kadencji  | Prawo i Sprawiedliwość | nr 12           | 8940 (1,26%)     |              |
| 2011   | Sejm VII kadencji                  | Prawo i Sprawiedliwość | nr 2            | 14 999 (6,65%)   |              |
| 2014   | Parlament Europejski VIII kadencji | Prawo i Sprawiedliwość | nr 12           | 20 264 (3,06%)   |              |
| 2015   | Sejm VIII kadencji                 | Prawo i Sprawiedliwość | nr 2            | 22 402 (9,57%)   |              |
| 2019   | Parlament Europejski IX kadencji   | Prawo i Sprawiedliwość | nr 12           | 168 337 (12,86%) |              |
| 2024   | Parlament Europejski X kadencji    | Prawo i Sprawiedliwość | nr 12           | 108 305 (9,45%)  |              |